# バン・ジェファーソン
- ヴァン・ジェファーソン

バンチ・ラショーン・ジェファーソン・ジュニア（Vanchi LaShawn Jefferson Jr., 1996年7月26日 - ）は、アメリカ合衆国テネシー州ブレントウッド出身のプロアメリカンフットボール選手。NFLのアトランタ・ファルコンズに所属している。ポジションはワイドレシーバー。

## 経歴

### カレッジ
ミシシッピ大学では2年目の2016年シーズンから試合に出場し、49レシーブ、543レシーブ獲得ヤード、3つのレシービングTDを記録した。
2017年シーズンは42レシーブ、456レシーブ獲得ヤード、1つのレシービングTDを記録した。
2018年シーズン開幕前に、フロリダ大学へ転校した。このシーズンは35レシーブ、503レシーブ獲得ヤード、6つのレシービングTDを記録した。
2019年シーズンは49レシーブ、657レシーブ獲得ヤード、6つのレシービングTDを記録した。大学での最後の試合となったバージニア大学とのオレンジボウルでは6レシーブ、129レシーブ獲得ヤードを記録した。大学通算で175レシーブ、2,159レシーブ獲得ヤード、16のレシービングTDを記録した。

### ロサンゼルス・ラムズ
| 6 ft 1+1⁄2 in (187 cm)      | 200 lb (91 kg) | 32+3⁄4 in (83 cm) | 9+1⁄8 in (23 cm) | 12 |
| All values from NFL Combine |                |                   |                  |    |

2020年のNFLドラフトにて全体57位でロサンゼルス・ラムズから指名され、その後ルーキー契約を結んだ。

#### 2020年シーズン
第11週のタンパベイ・バッカニアーズ戦でキャリア初となるレシービングTDを記録した。
プレーオフではディビジョナル・ラウンドのグリーンベイ・パッカーズ戦で6レシーブ、46レシーブ獲得ヤード、1つのレシービングTDを記録したが、チームは敗れた。

#### 2021年シーズン
このシーズンからチームのQBがマシュー・スタッフォードに変わり、2番手のレシーバーを務めていたロバート・ウッズの怪我も重なり、成績を伸ばした。
チームはプレーオフを勝ち上がり、シンシナティ・ベンガルズに勝利してスーパーボウル制覇を成し遂げた。自身はスーパーボウルで4レシーブ、23レシーブ獲得ヤードを記録した。

#### 2022年シーズン
シーズン途中に新加入したQBベイカー・メイフィールドが移籍後初出場した第14週のラスベガス・レイダース戦にて、試合終了間際にメイフィールドのパスを受けて決勝点となるレシービングTDを記録した。

### アトランタ・ファルコンズ
2023年10月10日に、2025年のドラフト6巡目指名権とのトレードで、アトランタ・ファルコンズへ移籍した。

### ピッツバーグ・スティーラーズ
2024年3月18日、ピッツバーグ・スティーラーズと1年契約を結んだ。

### テネシー・タイタンズ
2025年3月14日、地元のテネシー・タイタンズと1年契約を結んだ。

## 家族
父のショーン・ジェファーソンも元NFL選手で、2024年からはニューヨーク・ジェッツでワイドレシーバーコーチを務めている。
自身が出場した2022年のスーパーボウルの試合中に妻のサマリアが分娩を迎え、第二子が誕生した。